# Mejorada del Campo
Mejorada del Campo è un comune spagnolo di 23 737 abitanti (2021) situato nella Comunità autonoma di Madrid da cui dista circa 12 km (20 km dal centro della città).
Mejorada del Campo è soprattutto nota per la cattedrale di Nostra Signora del Pilar, popolarmente nota come Catedral de Justo, che l'agricoltore e architetto autodidatta Justo Gallego Martínez iniziò a costruire nel 1961.

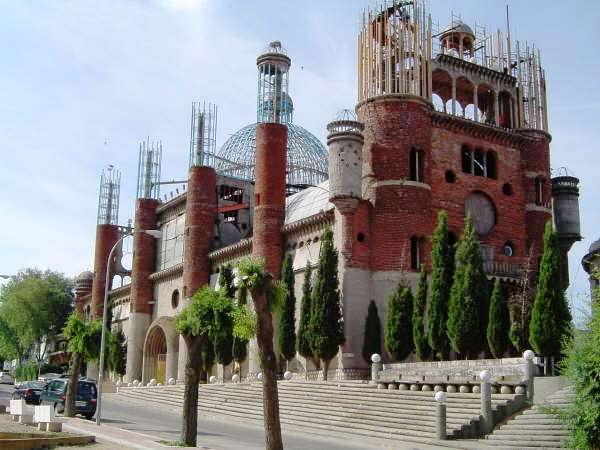
La Catedral de Justo fotografata nel 2005

.